# Хан Ким Ок
Хан Ким Ок (кор. 한금옥; нар. 22 вересня 1987, Пхеньян) — північнокорейська борчиня вільного стилю, срібна призерка чемпіонатів світу, шестиразова призерка чемпіонатів Азії, учасниця Олімпійських ігор.

## Спортивні результати на міжнародних змаганнях

### Виступи на Олімпіадах
| Змагання                    | Збірна | Вагова категорія          | Місце |
| --------------------------- | ------ | ------------------------- | ----- |
| Літні Олімпійські ігри 2012 | КНДР   | жіноча боротьба, до 55 кг | 10    |

### Виступи на Чемпіонатах світу
| Змагання                        | Збірна         | Вагова категорія          | Місце  |
| ------------------------------- | -------------- | ------------------------- | ------ |
| Чемпіонат світу з боротьби 2009 | Північна Корея | жіноча боротьба, до 51 кг | Срібло |
| Чемпіонат світу з боротьби 2011 | Північна Корея | жіноча боротьба, до 51 кг | 7      |
| Чемпіонат світу з боротьби 2013 | Північна Корея | жіноча боротьба, до 55 кг | 21     |

### Виступи на Чемпіонатах Азії
| Змагання                       | Збірна         | Вагова категорія          | Місце  |
| ------------------------------ | -------------- | ------------------------- | ------ |
| Чемпіонат Азії з боротьби 2009 | Північна Корея | жіноча боротьба, до 51 кг | Срібло |
| Чемпіонат Азії з боротьби 2010 | Північна Корея | жіноча боротьба, до 51 кг | Бронза |
| Чемпіонат Азії з боротьби 2011 | Північна Корея | жіноча боротьба, до 51 кг | Бронза |
| Чемпіонат Азії з боротьби 2013 | Північна Корея | жіноча боротьба, до 55 кг | Бронза |
| Чемпіонат Азії з боротьби 2014 | Північна Корея | жіноча боротьба, до 58 кг | Бронза |
| Чемпіонат Азії з боротьби 2015 | Північна Корея | жіноча боротьба, до 55 кг | Срібло |

### Виступи на інших змаганнях
| Змагання                                                      | Збірна         | Вагова категорія          | Місце  |
| ------------------------------------------------------------- | -------------- | ------------------------- | ------ |
| Олімпійський кваліфікаційний турнір з боротьби 2012 (Тайюань) | Північна Корея | жіноча боротьба, до 55 кг | Золото |
| Відкритий кубок Монголії з боротьби 2014                      | Північна Корея | жіноча боротьба, до 55 кг | Золото |